# Prison de Långholmen
Långholmens centralfängelse
La prison de Långholmen, officiellement  Prison Centrale de Långholmen (suédois : Långholmens centralfängelse), située sur l'île de Långholmen à Stockholm était l'un des plus grands établissements pénitentiaires de Suède, avec plus de 500 cellules. 

## Histoire
La prison est construite comme prison centrale de Suède entre 1874 et 1880, et a été progressivement fermée entre 1972 et 1975. Aujourd'hui, le bâtiment est utilisé comme hôtel/auberge de jeunesse et musée, ainsi que pour accueillir une université populaire. Une partie de la prison a été démolie en 1982. La prison est aussi connue pour être le lieu de la dernière exécution en Suède avant l'abolition de la peine de mort en 1921.

## Détenus notables
- Barbro Alving
- Johan Alfred Ander
- Jan Guillou
- Mahomet-Beck Hadjetlaché
- Zeth Höglund
- Ture Nerman
- Per Nilsson
- Herbert Wehner